# 彩虹橋 (尼亞加拉)
尼亞加拉瀑布國際彩虹橋（英語：Niagara Falls International Rainbow Bridge），常通稱為彩虹橋（英語：Rainbow Bridge），是一座以鋼建成的拱橋結構，橫跨尼亞加拉河（即美加邊境）連接美國紐約州尼亞加拉瀑布城及加拿大安大略省的尼亞加拉瀑布城。大橋共有4條行車線（每方向两條）及行人通道，橋跨為289.5米。在彩虹橋以北約16公里，另建有一座與彩虹橋設計接近的劉易斯頓-昆士頓橋。
彩虹橋建於較早期的蜜月橋舊址附近，蜜月橋又名瀑布景觀橋（Fallsview Bridge），官方名稱則為上鋼拱橋（Upper Steel Arch Bridge），於1938年1月27日因河上冰暴而倒塌。
由美國及加拿大聯合的組織，早已考慮重建一條新橋樑代替，倒塌事件加速了興建工程。國王喬治六世及王后伊利沙伯·鮑斯-萊昂（即伊利沙伯二世的母親）在1939年到訪加拿大時，曾到尼亞加拉瀑布參觀，並為橋樑進行奠基儀式，豎立了紀念牌匾。彩虹橋興建工程在1940年5月開始，大橋在1941年11月1日進行啟用儀式。
從美國前往加拿大（即西行方向）的汽車需要繳付3.25美元/加元的過橋費，行人和騎單車人士則需每人繳付1.00美元/加元；反方向交通則無需繳費。商用重型貨車禁止使用彩虹橋；重型貨車需經劉易斯頓-昆士頓橋或和平橋跨越尼亞加拉河。

## 事故
2023年11月22日上午11点15分左右，彩虹桥发生汽车爆炸，涉事汽车以每小时160公里的速度撞上了美國侧的彩虹桥安全区附近的围栏。汽车隨後被抛向空中，落地後爆炸並碎成多块。事件发生后，连接纽约州西部和加拿大的彩虹桥和其他三座桥梁暂时关闭。美国铁路公司（Amtrak）也暂停了纽约和加拿大之间的列车服务。此外，著名旅游景点尼亚加拉大瀑布州立公园也已关闭，直至另行通知。尽管事故发生在美国侧的彩虹桥，但出于安全考虑，加拿大还是加强了安保措施。
這事件共造成两人死亡，並導致一名美國边境人员受伤。事故發生后，加拿大总理贾斯丁·特鲁多表示，此次爆炸事故“情况非常严重”。此外，美国白宫已将爆炸事件通知了总统乔·拜登。受事件影响，该桥邻近的口岸已经关闭，同时连接纽约和安大略省的另外三座大桥也随即关闭。美国联邦调查局也着手调查这一事件。。
根據初步调查显示，没有证据表明彩虹桥上发生的汽车爆炸与恐怖袭击有关。纽约州州长凯西·霍赫尔、联邦调查局和相关检察官都已核实了这一信息。

## 外部連結
- 尼亞加拉瀑布橋樑管理局 （页面存档备份，存于）
- Google Maps 彩虹橋